# 7-脱氢谷固醇
7-脱氢谷固醇或称为7-脱氢谷甾醇（英語：7-Dehydrositosterol，半系统名：豆甾-5,7-二烯-3β-醇）是一种豆甾烷型类固醇，同时也是合成维生素D5（又称“谷钙化醇”，sitocalciferol）的前体物质。